# Onglières
Onglières é uma comuna francesa na região administrativa de Borgonha-Franco-Condado, no departamento de Jura. Estende-se por uma área de 8,99 km². Em 2010 a comuna tinha 66 habitantes (densidade: 7,3 hab./km²).